# Liste der Biografien/Benc
Liste der Biografien |
Portal Biografien |
Personensuche
# |
A |
B |
C |
D |
E |
F |
G |
H |
I |
J |
K |
L |
M |
N |
O |
P |
Q |
R |
S |
T |
U |
V |
W |
X |
Y |
Z |
?
 
Ba |
Be |
Bd |
Bg |
Bh |
Bi |
Bj |
Bl |
Bm |
Bn |
Bo |
Br |
Bs |
Bu |
Bw |
By |
Bz
 
Bea–Beb |
Bec |
Bed |
Bee |
Bef |
Beg |
Beh |
Bei |
Bej |
Bek |
Bel |
Bem |
Ben |
Beo |
Bep |
Beq |
Ber |
Bes |
Bet |
Beu |
Bev |
Bew |
Bex |
Bey |
Bez
 
Bena |
Benb |
Benc |
Bend |
Bene |
Benf |
Beng |
Benh |
Beni |
Benj |
Benk |
Benl |
Benm |
Benn |
Beno |
Benq |
Benr |
Bens |
Bent |
Benu |
Benv |
Benw |
Beny |
Benz
Die Liste der Biografien führt alle Personen auf, die in der deutschsprachigen Wikipedia einen Artikel haben. Dieses ist eine Teilliste mit 71 Einträgen von Personen, deren Namen mit den Buchstaben „Benc“ beginnt.

## Benc
- Benc, Pavel (* 1963), tschechoslowakischer, tschechischer Skilangläufer

### Bence
- Bence Jones, Henry (1813–1873), englischer Arzt und Chemiker
- Bence, Amelia (1914–2016), argentinische Film- und Theaterschauspielerin
- Bence, Cyril (1902–1992), britischer Politiker
- Bence, Margarethe (1930–1992), US-amerikanische Opern- und Konzertsängerin der Stimmlagen Mezzosopran und Alt
- Bence, Peter (* 1991), ungarischer Pianist, Komponist und Sounddesigner

### Bench
- Bench, Johnny (* 1947), US-amerikanischer Baseballspieler
- Benchabla, Abdelhafid (* 1986), algerischer Boxer
- Benchagra, Khalid, marokkanischer Schauspieler
- Benchakroun, Mehdi (* 2003), marokkanischer Tennisspieler
- Bencharki, Achraf (* 1994), marokkanischer Fußballspieler
- Bencheikh, Jamel Eddine (1930–2005), französisch-algerischer Schriftsteller und Hochschullehrer
- Bencheikh, Loudmilla (* 2001), französische Tennisspielerin
- Bencheikh, Mourad, algerischer Diplomat
- Bencheikh, Soheib (* 1961), französischer islamischer religiöser Führer und Autor
- Bencherif, Hamza (* 1988), algerischer Fußballspieler
- Benchetrit, Elliot (* 1998), marokkanisch-französischer Tennisspieler
- Benchetrit, Samuel (* 1973), französischer Regisseur, Schauspieler, Drehbuchautor und Schriftsteller
- Benchikha, Abdelhak (* 1963), algerischer Fußballspieler und -trainer
- Benchley, Belle (1882–1973), US-amerikanische Zoodirektorin und Autorin
- Benchley, Henry Wetherby (1822–1867), US-amerikanischer Politiker
- Benchley, Peter (1940–2006), US-amerikanischer Autor
- Benchley, Robert (1889–1945), US-amerikanischer Humorist, Theaterkritiker und Schauspieler

### Benci
- Bencic, Belinda (* 1997), Schweizer TennisspielerinBelinda Bencic (* 1997)

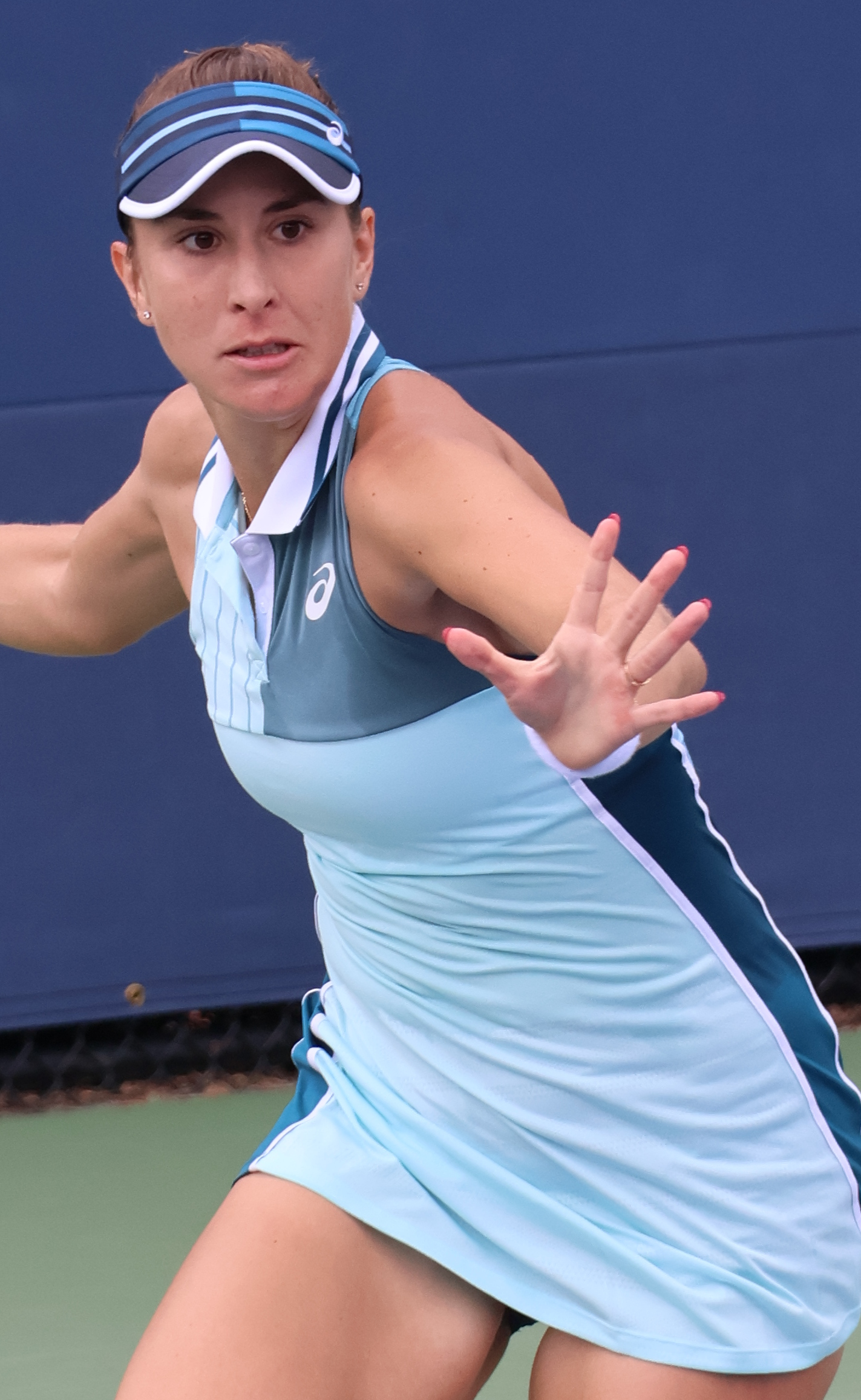
Belinda Bencic (* 1997)

- Benčić, Irma († 1945), kroatisch-italienische Widerstandskämpferin
- Benčić, Ljubomir (1905–1992), jugoslawischer Fußballtrainer und -spieler
- Benčić, Sandra (* 1978), kroatische Bürgerrechtlerin und Politikerin (Možemo!)
- Bencich, Steve (* 1970), US-amerikanischer Drehbuchautor, Schauspieler, Synchronsprecher, Filmproduzent und Filmregisseur
- Benčík, Emil (* 1933), slowakischer Journalist und Schriftsteller
- Benčík, Henrich (* 1978), slowakischer Fußballspieler
- Benčík, Petr (* 1976), tschechischer Radrennfahrer
- Benčina, Dragoljuba (* 1950), slowenische Politikerin und Diplomatin
- Bencini, Pietro Paolo († 1755), italienischer Barockkomponist
- Bencion († 916), Graf von Empúries und von Roussillon
- Bencivenga, Fabio (* 1976), italienischer Wasserballspieler
- Bencivenni, Federico (1759–1829), italienischer Ordensgeistlicher und Bischof

### Benck
- Benckendorf, Christoph (1548–1605), kurbrandenburgischer Jurist, Politiker und Diplomat
- Benckendorf, Martin (1545–1621), deutscher Jurist und Professor in Frankfurt (Oder)

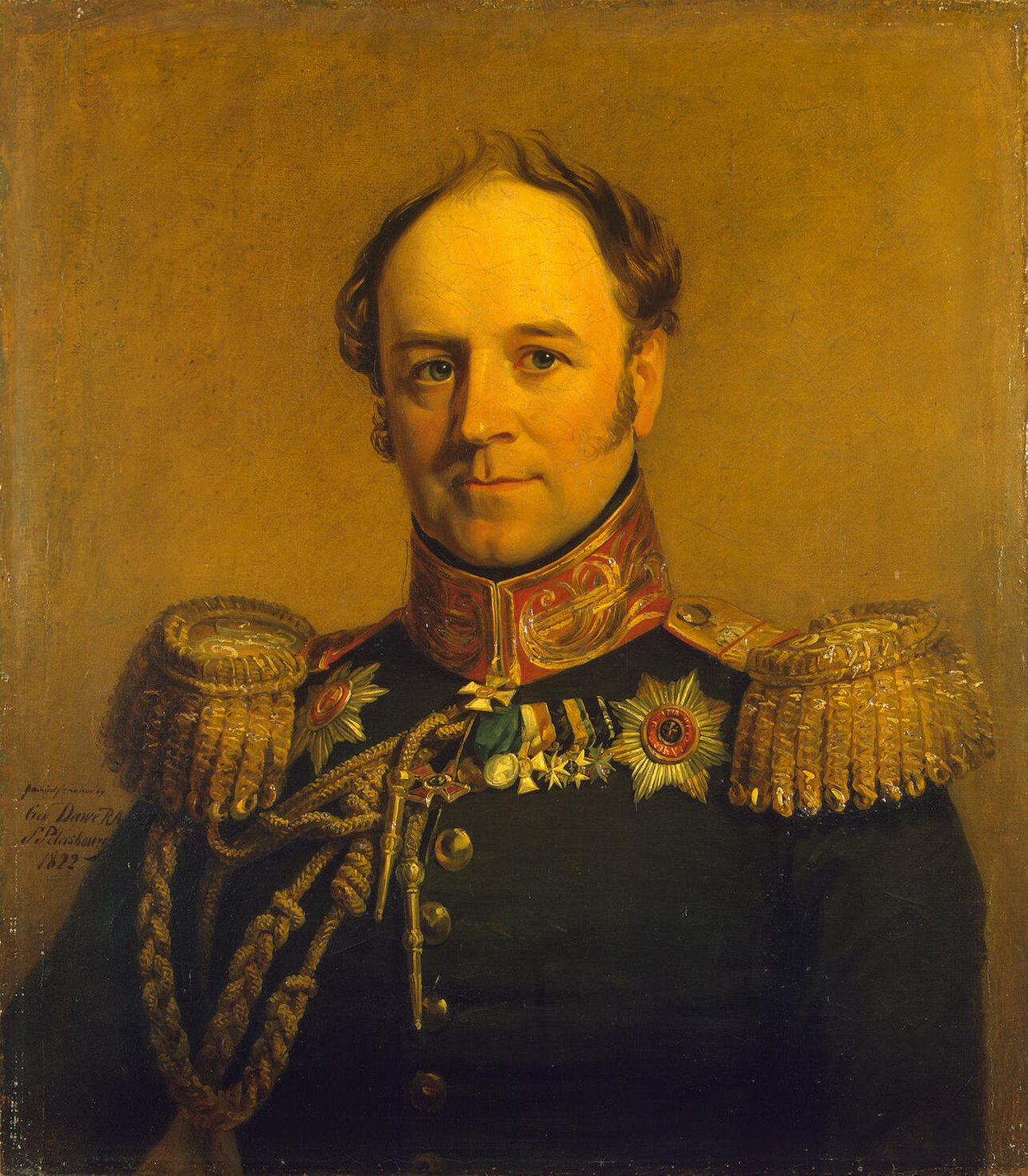
Alexander von Benckendorff (1781–1844)

- Benckendorff, Alexander von (1781–1844), russischer GeneralAlexander von Benckendorff (1781–1844)
- Benckendorff, Alexander von (1849–1917), russischer Botschafter
- Benckendorff, Christoph Iwanowitsch von (1749–1823), Generalleutnant in der Kaiserlich-russischen Armee
- Benckendorff, Gustav Hermann Christoph von (1815–1883), Großgrundbesitzer und Ritterschaftshauptmann der Estländischen Ritterschaft
- Benckendorff, Hermann Johann von (1751–1800), Major in der Kaiserlich-russischen Armee, Kreismarschall
- Benckendorff, Joachim Christoph (1605–1652), Jurist und kurbrandenburgischer Rat und Diplomat
- Benckendorff, Johann Michael von (1720–1775), Generalleutnant in der Kaiserlich-russischen Armee
- Benckendorff, Konstantin von († 1828), russischer General und Diplomat
- Benckendorff, Martin (1489–1575), Jurist und brandenburgischer Rat
- Benckendorff, Paul Friedrich von (1784–1841), schwedisch-baltischer Landespolitiker, Ritterschaftshauptmann der Estländischen Ritterschaft und russischer Zivilgouverneur des Gouvernement Estland (1833–1841)
- Benckendorff, Peter (* 1943), deutscher Arzt und Fußballfunktionär
- Benckert, Curt (1887–1950), schwedischer Tennisspieler
- Benckert, Hartmut (* 1946), deutscher Ingenieur
- Benckert, Heinrich (1907–1968), deutscher Theologe
- Benckgraff, Johann Kilian (1708–1753), deutscher Arkanist
- Benckiser, August (1820–1894), deutscher Ingenieur und Unternehmer
- Benckiser, Edwin (1809–1889), badischer Jurist und Politiker
- Benckiser, Eva, deutsche Physikerin
- Benckiser, Johann Adam (1782–1851), deutscher Unternehmer und FirmengründerJohann Adam Benckiser (1782–1851)

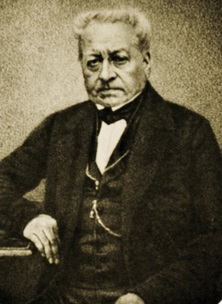
Johann Adam Benckiser (1782–1851)

- Benckiser, Nikolas (1903–1987), deutscher Journalist, Publizist und Herausgeber
- Benckiser, Robert (1845–1908), deutscher Jurist und Politiker
- Benckiser, Theodor (1860–1948), deutscher Chemiker und Unternehmer

### Benco
- Bencomo y Rodríguez, Cristóbal (1758–1835), spanischer katholischer Priester, Beichtvater des Königs Ferdinand VII. von Spanien
- Bencosme de Leon, José Reynaldo (* 1992), italienischer Hürdenläufer dominikanischer Herkunft
- Bencovich, Federico (1677–1753), italienischer Maler

### Bencr
- Bencriscutto, Frank (1928–1997), US-amerikanischer Komponist

### Bencs
- Bencsics, József (1933–1995), ungarischer Fußballspieler
- Bencsics, Nikolaus (* 1937), ungarischer Sprachwissenschaftler, Historiker, Pädagoge und Schriftsteller

### Bencz
- Bencze, Ferenc (1924–1990), ungarischer Schauspieler
- Bencze, Karin (* 1952), deutsche Politikerin (DFD), MdV, Rechtsanwältin und Notarin
- Bencze, Márton (* 1932), ungarischer Radrennfahrer
- Benczer Koller, Noemie (* 1933), österreichisch-amerikanische Kernphysikerin und erste Hochschullehrerin an der Rutgers University
- Benczúr, Gyula (1844–1920), ungarischer Maler